# Hanna & Barbera Robot
Hanna & Barbera Robot (Wake, Rattle e Roll) è una serie televisiva animata-live action statunitense del 1990, creata da David Kirschner e prodotta dalla Hanna-Barbera e Four Point Entertainment.
La serie vede protagonisti il giovane Sam Baxter e il suo robot D.E.C.K.S. Tramite una macchina del tempo posta nel seminterrato, i due riportano personaggi storici nel presente. All'interno della serie sono state trasmesse due serie animate originali: Monster Tails, che narra le avventure di un gruppo di animali che abitano in un castello in Transilvania con il loro guardiano Igor Jr., e Cinquecento miglia spaccamotori, corse automobilistiche di monster truck con protagonisti diversi personaggi della Hanna Barbera.
Hanna-Barbera intendeva trasmettere la serie sulle sue stazioni affiliate in una fascia oraria mattutina prima della scuola. Il titolo originale è un riferimento alla celebre canzone Shake, Rattle and Roll di Jesse Stone. Per la seconda stagione, la serie si è spostata su Disney Channel sotto il titolo di Jump, Rattle and Roll a causa delle repliche non limitate alla sola mattina.
La serie è stata trasmessa negli Stati Uniti in syndication e su Disney Channel dal 17 settembre 1990 al 18 gennaio 1991, per un totale di 50 episodi ripartiti su una stagione. In Italia la serie è stata trasmessa su Rai 1 dal 21 giugno 1994.

## Trama
La serie racconta le avventure di Sam Baxter e del suo robot D.E.C.K.S., acronimo di Digital Electronic Cassette-Headed Kinetic System, costruito con vecchie apparecchiature audio e video e un videoregistratore U-matic per la testa. I due, tramite una macchina del tempo posta nel seminterrato, riportano personaggi storici nel presente. In alcuni casi, Sam e D.E.C.K.S. sono cimentati talvolta in combattimenti a distanza in cui ognuno di loro ha un telecomando e inizia a premere pulsanti cambiando a vicenda dalle star di Hanna-Barbera alle famose star del cinema. All'interno della serie sono state trasmesse le serie animate originali Monster Tails e Cinquecento miglia spaccamotori.

### Monster Tails
Monster Tails è incentrato su un gruppo di animali domestici, appartenenti ai mostri del cinema dell'orrore, che vivono varie avventure in un castello in Transilvania con il loro tutore Igor Jr. (il figlio di Igor, l'assistente gobbo apparso in vari film). I personaggi sono:
- Frankenmutt - Il cane del mostro di Frankenstein. Ha una forza incredibile, capacità di suonare l'organo e il cervello di un genio (letteralmente);
- Elsa - Il cane della sposa di Frankenstein. Ha il cervello di un pappagallo e una cotta per Frankenmutt;
- Catula - Il gatto del conte Dracula. Sebbene sia arrogante, è un maestro della magia e delle trasformazioni (di solito);
- Mumphrey - Il cane della mummia che soffre d'insonnia.
- Dr. Veenie - Il cane del dottor Jekyll che è uno scienziato brillante. Ma ogni volta che starnutisce si trasforma nel super forte (ma furioso) alter ego, Mr. Snyde;
- Angel - Il pesce rosso del Mostro della Laguna Nera. È anche un fantasma perché è stata mangiata da uno squalo e tende a gridare in certi momenti.

### Cinquecento miglia spaccamotori
Cinquecento miglia spaccamotori (in originale: Fender Bender 500) è stato realizzato come il seguito della serie Wacky Races e vede protagonisti diversi personaggi classici della Hanna-Barbera che guidano invece delle normali auto dei Monster truck personalizzati. Le vetture e i concorrenti sono:
- Yoghi e BuBu a bordo della vettura numero 1, la Jellystone Jammer (che assomiglia ad un cestino da picnic);
- Braccobaldo Bau e Svicolone a bordo della vettura numero 2, la Half Dog (che assomiglia ad un veicolo con sopra un palcoscenico);
- Wally Gator e Magilla Gorilla a bordo della vettura numero 3, la Swamp Stoner (che assomiglia ad una vasca da bagno con un ventilatore industriale);
- Top Cat e Choo-Choo a bordo della vettura numero 4, la Alley Cat (che assomiglia ad un bidone della spazzatura);
- Ernesto Sparalesto e Baba Looey a bordo della vettura numero 5, la Texas Twister (che assomiglia ad un carro del vecchio West);
- Pixie e Dixie a bordo della vettura numero 6, la Cheddar Shredder (che assomiglia ad un forma di formaggio svizzero);
- Tatino e Papino a bordo della vettura numero 7, la Lucky Trucky (che assomiglia ad un cuccia per cani);
- Winnie la strega e il suo gatto Lucky a bordo della vettura numero 13, la Sonic Broom (che assomiglia ad un calderone usato dalle streghe, ed è presente uno scheletro parlante di nome Axel);
- Dick Dastardly e Muttley a bordo della vettura numero 00, la Dirty Truckster (uguale identica alla Numero 00 usata in Wacky Races).

### Altri segmenti
Durante la trasmissione della serie su Disney Channel, dove andava in onda senza interruzioni pubblicitarie poiché all'epoca era un servizio premium, un segmento animato aggiuntivo è stato inserito dopo l'ultima scena in live action. Questo consisteva in due cortometraggi dall'archivio Hanna Barbera: un segmento di Dino and Cavemouse da Risate con i Flintstones e un segmento di Poffy l'elefante col cappello da Gli orsi radioamatori.

## Episodi
| Stagione       | Episodi | Prima TV USA | Prima TV Italia |
| -------------- | ------- | ------------ | --------------- |
| Prima stagione | 50      | 1990-1991    | 1994            |

## Personaggi e doppiatori
- Sam Bexter, voce originale di R.J. Williams, italiana di Sandro Iovino.
- D.E.C.K.S., voce originale di Rob Paulsen.
- K.C., voce originale di Ebonie Smith.
- Debbie, voce originale di Terri Ivens.
- Nonno Quirk, voce originale di Avery Schreiber.

### Monster Tails
- Igor Jr., voce originale di Charlie Adler, italiana di Maurizio Mattioli.
- Frankenmutt, voce originale di Frank Welker, italiana di Mino Caprio.
- Elsa, voce originale di Pat Musick.
- Gaccula (in originale: Catula), voce originale di Charlie Adler, italiana di Roberto Del Giudice.
- Mumphrey, voce originale di Frank Welker, italiana di Gianfranco Bellini.
- Dott. Veenie, voce originale di Jonathan Winters.
- Angel, voce originale di Pat Musick.

### Cinquecento miglia spaccamotori
- Dick Dastardly, voce originale di Paul Winchell, italiana di Oliviero Dinelli.
- Pixie, voce originale di Don Messick.
- Dixie, voce originale di Patric Zimmerman, italiana di Isa Di Marzio.
- Wally Gator, voce originale di John Mariano, italiana di Vittorio Battarra.
- Magilla Gorilla, voce originale di Allan Melvin, italiana di Gino Pagnani.
- Yoghi (in originale: Yogi), voce originale di Greg Burson.
- Bubu (in originale: Boo-Boo), voce originale di Don Messick, italiana di Sandro Pellegrini.
- Top Cat, voce originale di Arnold Stang.
- Papino (in originale: Doggie Daddy), voce originale di John Stephenson, italiana di Mino Caprio.